# Niederstraße 3 (Darmstadt)
Das Fachwerkhaus in der Niederstraße 3 ist ein Bauwerk in Darmstadt-Bessungen.

## Geschichte und Beschreibung
Das Fachwerkhaus wurde im frühen 18. Jahrhundert erbaut.
Das zweigeschossige giebelständige Fachwerkgebäude besitzt ein biberschwanzgedecktes abgewalmtes Satteldach.
Ein regelmäßiges Fachwerk mit schmückenden, geschweiften Gegenstreben sowie Feuerbock als brüstungszier an der Traufseite kennzeichnen das Wohnhaus.

## Denkmalschutz
Das Fachwerkhaus ist aus architektonischen, baukünstlerischen und stadtgeschichtlichen Gründen ein Kulturdenkmal.